# Abrîkosivka, Camenița
Abrîkosivka (în ucraineană Абрикосівка) este localitatea de reședință a comunei Abrîkosivka din raionul Camenița, regiunea Hmelnîțkîi, Ucraina.

## Demografie
Componența lingvistică a localității Abrîkosivka
     Ucraineană (99,05%)
     Alte limbi (0,95%)
Conform recensământului din 2001, majoritatea populației localității Abrîkosivka era vorbitoare de ucraineană (99,05%), existând în minoritate și vorbitori de alte limbi.